# Moulin Wakefield
Le moulin Wakefield est un ancien moulin de La Pêche, dans l'Outaouais, au Canada. Implanté en 1838, reconstruit en 1910, il fut jusqu'en 1980 l'un des derniers moulins à eau du Québec. Il a été converti en hôtel en 2000.

## Emplacement
Le moulin est situé au Québec, dans Les Collines-de-l'Outaouais. Il est proche du village de Wakefield, qui forme depuis 1975 la partie sud de la municipalité de La Pêche. Il est implanté sur les bords de la rivière la Pêche, en aval des cascades Maclaren, juste avant la confluence avec la rivière Gatineau.

## Histoire

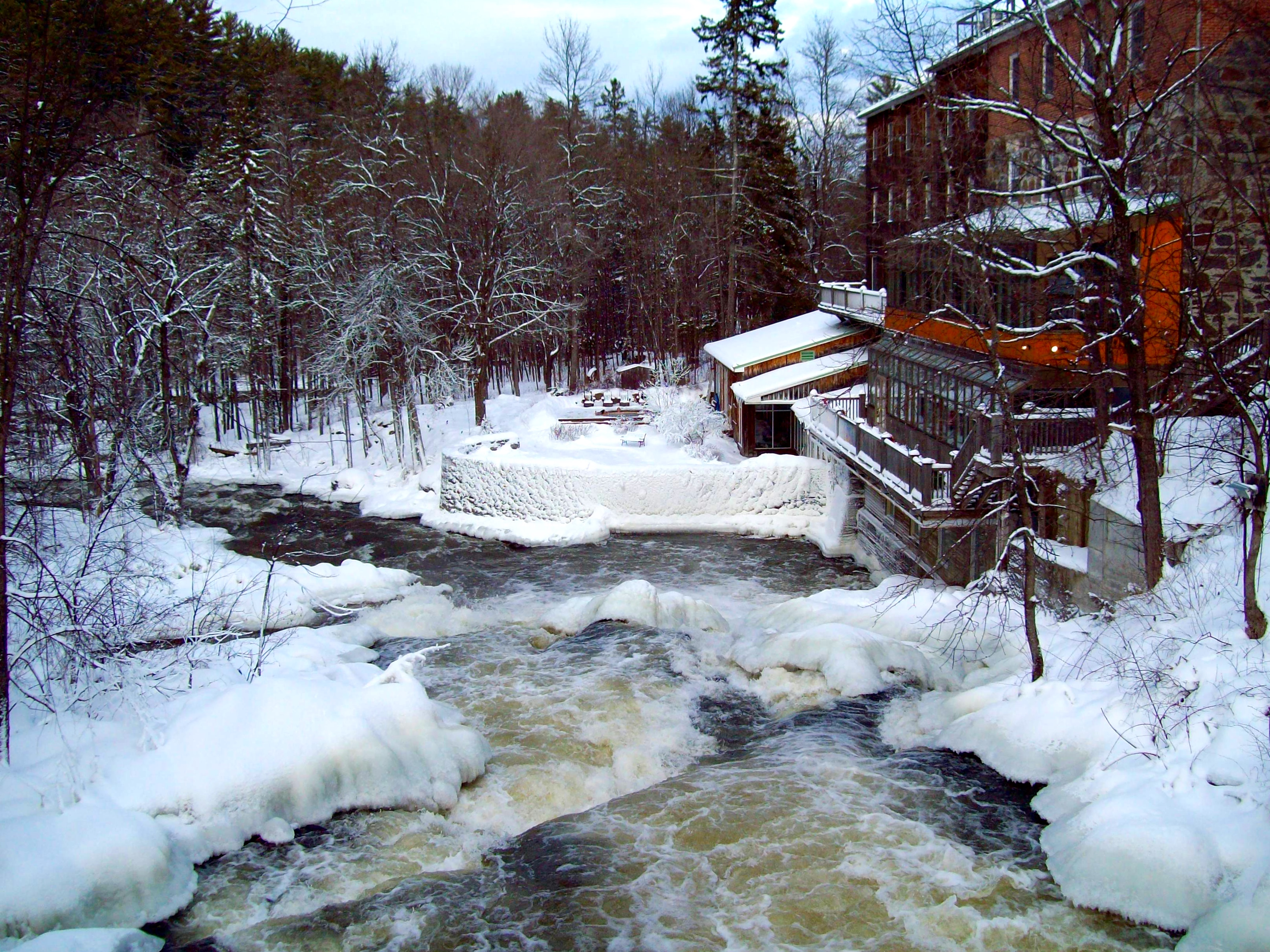
Les cascades Maclaren et l'ancien moulin, devenu hôtel.

Un moulin à farine est construit en 1838 par l'Écossais William Fairbairn. Il est acheté par David Maclaren père en 1844. À la fin des années 1840, l'affaire est reprise par James Maclaren et son frère David. Au moulin à farine sont maintenant adjoints un magasin général, une filature de laine cardée et un moulin à scie.
En 1910, le moulin est ravagé par un incendie. Il reprend vie dans des dimensions plus modestes : on reconstruit le moulin à farine, mais on renonce à la filature. Le moulin à farine est exploité jusqu'en 1939. Plus tard, il devient un moulin à broyer le grain pour nourrir le bétail des environs. 
En 1980, son activité s'arrête. Il devient un musée patrimonial. En 2000, il est converti en auberge. Les équipements de meunerie sont retirés.